# Palatul Ministerului Agriculturii
Palatul Ministerului Agriculturii și Domeniilor (cum se numea inițial) este o construcție din București, construită în anul 1895 după planurile arhitectului Louis Pierre Blanc. Edificiul a adăpostit ministerul de resort (azi Ministerul Agriculturii și Dezvoltării Rurale) de la început și până în prezent.